# Починки (село, городской округ Ступино)
Починки — село (до 2019 года — деревня) в городском округе Ступино Московской области России.

## География
Располагается на правом берегу реки Лопасни, высота центра деревни над уровнем моря — 155 м. В селе 5 улиц, приписаны 2 садоводческих товарищества (СНТ). Ближайшие населённые пункты — Лапино на другом берегу реки, Антипино — примерно в 1,3 км на восток и Залуги в 1,2 км севернее.

## История
Как рассказывал в конце 80-х годов старейший на тот момент житель села Иван Тимофеевич (проживал в селе с 1946 года), эта земля была выделена для поселения московским половым (официантам), вышедшим на пенсию.
До революции на территории нынешнего СНТ "Полет", примыкающего к селу, было производство кирпича, стояли печи для обжига.
До 2017 года Починки входили в состав сельского поселения Семёновское, с 1994 до 2006 года — в Хатунский сельский округ.
Постановлением Губернатора Московской области от 22 февраля 2019 года № 78-ПГ категория населённого пункта изменена с «деревня» на «село».

## Население
| 2002 | 2006 | 2010 |
| ---- | ---- | ---- |
| 18   | ↘6   | ↗13  |

## Достопримечательности
В селе находится действующая церковь Михаила Архангела, построенная в 1842 году. Является памятником архитектуры федерального значения.